# Franz Waxman
Franz Waxman, gebürtig und bis 1934 aktiv als Franz Wachsmann (geboren 24. Dezember 1906 in Königshütte, Oberschlesien; gestorben 24. Februar 1967 in Los Angeles, USA), war mit fast 200 Filmmusiken ein bedeutender in Deutschland geborener Filmkomponist, Dirigent und Arrangeur.

## Franz Waxman als Filmkomponist

### In Deutschland
Franz Wachsmann wurde 1906 als Sohn des jüdischen Kaufmanns Otto Wachsmann und dessen Ehefrau Rosalie geb. Perl geboren. Bereits mit sechs Jahren, nach dem Umzug der Familie nach Oppeln, erhielt Franz Wachsmann Klavierunterricht. Er sollte nach dem Willen seines Vaters das Bankgeschäft erlernen. Er arbeitete zwei Jahre als Kassierer und verwendete sein Gehalt, um nebenbei weiter Klavier, Harmonielehre und Komposition zu erlernen. 1922 verließ er Oppeln und die Bank und zog nach Dresden und später nach Berlin, um Musik zu studieren. Seinen Unterhalt verdiente er als Klavierspieler in Nachtclubs und arbeitete dann mit den Weintraub Syncopators zusammen, einer populären Jazzband der späten 1920er-Jahre, für die er auch Arrangements schrieb. Daneben arbeitete er Ende der 1920er Jahre als Komponist (z. B. Musik zu All people on board von Kurt Tucholsky). Seine Werke wurden teilweise auch im Rundfunk übertragen.
In dieser Zeit begann er, Arrangements für einige deutsche Musikfilme zu schreiben. Seine bekannteste frühe Arbeit war die Orchestrierung und Orchesterleitung für Josef von Sternbergs Der blaue Engel (1930) mit Marlene Dietrich. Durch den großen Erfolg des Films bekam er vom Leiter der UFA-Studios in Berlin Erich Pommer weitere Aufträge, darunter den, die Musik zu Fritz Langs Version von Liliom (1934) zu schreiben, der dann mit Charles Boyer in Paris verfilmt wurde. Als Jude musste Wachsman nach der „Machtergreifung“ aus Nazideutschland fliehen. 1934 arbeitete er nur vorübergehend in Frankreich und siedelte wenig später in die Vereinigten Staaten von Amerika über.

### In Amerika
Der nächste Auftrag von Erich Pommer, die Arrangements zum Film Music in the Air von Jerome Kern, führte Franz Waxman nach Amerika. Sein erster großer Erfolg als Komponist war die Vertonung des Horror-Klassikers Frankensteins Braut (1935) mit Boris Karloff.
Er arbeitete unter anderem für die Universal Studios und für Metro-Goldwyn-Mayer. Dabei entstanden zahlreiche Musiken für Filmklassiker, darunter Dr. Jekyll und Mr. Hyde (1941), Hitchcocks Rebecca (1940) und Verdacht (1941), Die Frau, von der man spricht (1942), Haben und Nichthaben (1944) mit Humphrey Bogart und Lauren Bacall, Hitchcocks Der Fall Paradin (1949) mit Gregory Peck, Boulevard der Dämmerung (Sunset Boulevard) (1950), Prinz Eisenherz (1954), Das Fenster zum Hof (1954), Der Hofnarr (1956) mit Danny Kaye, Geschichte einer Nonne mit Audrey Hepburn, Sayonara (1957) mit Marlon Brando oder auch Taras Bulba (1962) mit Yul Brynner und Tony Curtis.
Franz Waxman starb am 24. Februar 1967 in Los Angeles an den Folgen einer Krebs-Erkrankung.

## Merkmale und Einflüsse
Franz Waxman war in den meisten seiner Filmmusiken nicht so sehr auf die Konzeption einer simplen und eingängigen Leitmelodie aus, sondern vielmehr auf die sinfonische Gesamtstruktur eines Werkes mit vielen Seitenthemen, langen Fortspinnungen und komplizierten Spielfiguren. Zwar kann man seine Werke klar in Themen gliedern, aber diese sind wohl eher als Leitmotive in der Tradition Richard Wagners zu verstehen. Zu Waxmans Stilmitteln gehören sowohl der Jazz in der Tradition George Gershwins und das Musical als auch epische, romantische Sinfonik im Stil von Richard Wagner und Gustav Mahler.
Frankensteins Braut gilt als eines der ersten großen Meisterwerke von Waxman und machte ihm in Hollywood einen Namen für viele weitere Filmmusiken. Alfred Hitchcock inszenierte mit Rebecca seinen ersten Film in Hollywood, nachdem er davor rund 20 Jahre in England gedreht hatte. Franz Waxman lieferte eine romantisch-dramatische Musik für großes Orchester, die er später als eine seiner besten Filmmusiken betrachtete und für die er auch eine Nominierung zum Oscar erhielt. Im Mittelpunkt steht das „Rebecca-Thema“, das die verstorbene Hausherrin voll Mystik symbolisiert. Zum Einsatz kommt hier ein so genanntes Novachord. Im Kontrast hierzu stehen das heitere Liebesthema und die locker-beschwingten Walzer, Ausdruck der naiven und unbeschwerten Liebe. In dramatischen Momenten wird der harmonisch-weiche Streicherklang härter und schroffer und Waxman verlagert das Gewicht auf die Blechbläser.
Im Kriegsfilm Der Held von Burma spielt Errol Flynn Captain Nelson, Anführer einer Einheit von 50 Fallschirmspringern, die 1944 den Auftrag bekommen eine japanische Radarstation zu zerstören. Die Mission gelingt, aber das Rettungsflugzeug wird aufgehalten und die Truppe muss sich allein durch den Dschungel kämpfen. Das im Mittelpunkt stehende pathetische Marschthema erklingt im Verlauf der Filmmusik immer wieder, je nach Stimmung verschieden orchestriert und variiert das kontrastierende, fremd anmutende „Burma-Motiv“.
Franz Waxmans Musik zu Billy Wilders Film Boulevard der Dämmerung vereint die Leitmotiv-Technik Richard Wagners mit unterhaltender Melodik wie Jazz sowie Elementen aus Richard Strauss’ Oper Salome. Er erhielt dafür einen Oscar. Das Hauptthema erinnert mit seiner Mischung aus Jazz und Tango an die Unterhaltungsmusik der 1920er-Jahre und somit an die Zeit der Hauptfigur. Joe und Norma werden jeweils Themen zugeordnet.
Neben der Originalmusik von Waxman wurden im makabren wie intelligenten Thriller Das Fenster zum Hof (1954) von Alfred Hitchcock folgende Themen verwendet:
- Leonard Bernstein – aus Fancy Free
- Ray Evans – Mona Lisa
- Friedrich von Flotow – aus Martha
- Jimmy Van Heusen – To See You Is to Love You
- Richard Rodgers – Lover
- Harry Warren – That’s Amore

Außerdem baute Waxman Teile seiner eigenen Filmscores Elefantenpfad und Ein Platz an der Sonne in die Filmmusik zu Das Fenster zum Hof ein. Durch die gesamte überwiegend im Jazz-Stil gehaltene Partitur zieht sich als Leitmotiv der von Waxman extra für diesen Film komponierte Song Lisa (der Name der weiblichen Hauptrolle, gespielt von Grace Kelly). Er wird teilweise nur angedeutet, erscheint in verschiedenen Lautstärken und Orchestrierungen und erklingt erst am Schluss des Films gesungen in voller Länge. Dieser Aufbau war teilweise nach den Vorstellungen Hitchcocks, der aber mit dem Endergebnis unzufrieden war. Die Partitur zu Das Fenster zum Hof gehört mit ihrer verrückt-verschrobenen Großstadt-Hinterhofstimmung zweifellos zu den besten von Franz Waxman.

## Werke

### Filmmusiken
- 1930: Der blaue Engel (nur musikalische Leitung)
- 1930: Einbrecher
- 1930: Der Mann, der seinen Mörder sucht (nur musikalische Leitung)
- 1930: Das Kabinett des Dr. Larifari
- 1931: Das Lied vom Leben
- 1932: Scampolo, ein Kind der Straße
- 1932: Das erste Recht des Kindes
- 1932: Das Mädel vom Montparnasse
- 1932: Paprika
- 1933: Ich und die Kaiserin
- 1933: Gruß und Kuß – Veronika
- 1934: Liliom
- 1934: Mauvaise graine
- 1934: Liebesreigen (Music in the Air)
- 1935: Magnificent Obsession
- 1935: Diamanten-Jim (Diamond Jim)
- 1935: Frankensteins Braut (Bride of Frankenstein)
- 1935: Was geschah gestern? (Remember Last Night?)
- 1935: Tödliche Strahlen (The Invisible Ray)
- 1936: Next Time We Love
- 1936: Liebe vor dem Frühstück (Love Before Breakfast)
- 1936: Blinde Wut (Fury)
- 1936: Die Teufelspuppe (The Devil Doll)
- 1936: Love on the Run
- 1937: Die Braut trug Rot (The Bride Wore Red)
- 1937: Manuel (Captains Courageous)
- 1937: Die Marx Brothers: Ein Tag beim Rennen (A Day at the Races)
- 1937: Der Mann mit dem Kuckuck (Personal Property)
- 1938: Brennendes Feuer der Leidenschaft (The Shining Hour)
- 1938: Dramatic School
- 1938: A Christmas Carol
- 1938: Der Testpilot (Test Pilot)
- 1938: Three Comrades
- 1938: Gauner mit Herz (The Young in Heart)
- 1938: Zu heiß zum Anfassen (Too Hot to Handle)
- 1939: Tanz auf dem Eis (The Ice Follies of 1939)
- 1939: Südsee-Nächte (Honolulu)
- 1939: Die Abenteuer des Huckleberry Finn (The Adventures of Huckleberry Finn)
- 1940: Die wunderbare Rettung (Strange Cargo)
- 1940: Rebecca
- 1940: Liebling, du hast dich verändert (I Love You Again)
- 1940: Die Nacht vor der Hochzeit (The Philadelphia Story)
- 1940: Der Draufgänger (Boom Town)
- 1940: Flight Command
- 1941: The Bad Man
- 1941: Verdacht (Suspicion)
- 1941: Arzt und Dämon (Dr. Jekyll and Mr. Hyde)
- 1941: Unfinished Business
- 1941: Ein toller Bursche (Honky Tonk)
- 1941: Rache ist süß (Design for Scandal)
- 1942: Die Frau, von der man spricht (Woman of the Year)
- 1942: Reunion in France
- 1942: Sieben junge Herzen (Seven Sweethearts)
- 1943: Air force (Air Force)
- 1943: Aufstand in Trollness (Edge of Darkness)
- 1943: In Freundschaft verbunden (Old Acquaintance)
- 1943: Bestimmung Tokio (Destination Tokyo)
- 1944: Haben und Nichthaben (To Have and Have Not)
- 1945: Der Held von Burma (Objective, Burma!)
- 1945: Hotel Berlin
- 1945: Der Engel mit der Trompete (The Horn Blows at Midnight)
- 1945: Jagd im Nebel (Confidential Agent)
- 1945: Pride of the Marines
- 1946: Humoreske (Humoresque)
- 1946: Nora Prentiss
- 1947: Der Fluch des Wahnsinns (Cry Wolf)
- 1947: Die zwei Mrs. Carrolls (The Two Mrs. Carrolls)
- 1947: Hemmungslose Liebe (Possessed)
- 1947: Die schwarze Natter (Dark Passage)
- 1947: Der Unverdächtige (The Unsuspected)
- 1947: Der Fall Paradin (The Paradine Case)
- 1948: Du lebst noch 105 Minuten (Sorry, Wrong Number)
- 1948: Eine Frau zuviel (No Minor Vices)
- 1948: Whiplash
- 1949: Blutige Diamanten (Rope of Sand)
- 1949: Sturm über dem Pazifik (Task Force)
- 1949: Gestrandete Jugend (Johnny Holiday)
- 1949: Der Agent aus der Hölle (Alias Nick Beal)
- 1950: Die Ratte von Soho (Night and the City)
- 1950: Boulevard der Dämmerung (Sunset Boulevard)
- 1950: Die Farm der Besessenen (The Furies)
- 1950: Stadt im Dunkel (Dark City)
- 1951: Die Hölle der roten Berge (Red Mountain)
- 1951: Ein Platz an der Sonne (A Place in the Sun)
- 1951: Das Herz einer Mutter (The Blue Veil)
- 1951: Bis zum letzten Atemzug (Only The Valiant)
- 1951: Entscheidung vor Morgengrauen (Decision Before Dawn)
- 1951: Steckbrief 7-73 (He Ran All the Way)
- 1951: Die Piratenkönigin (Anne of the Indies)
- 1952: Ein Fremder ruft an (Phone Call from a Stranger)
- 1952: Kehr zurück, kleine Sheba (Come Back, Little Sheba)
- 1952: Hat jemand meine Braut gesehen? (Has Anybody Seen My Gal)
- 1952: Die Hölle der roten Berge (Red Mountain)
- 1952: Meine Cousine Rachel (My Cousin Rachel)
- 1952: Lockruf der Wildnis (Lure of the Wilderness)
- 1953: Elefantenpfad (Elephant Walk)
- 1953: Ein Mann auf dem Drahtseil (Man on a Tightrope)
- 1953: Stalag 17
- 1953: Der Richter bin ich (I, the Jury)
- 1953: Das Schiff der Verurteilten (Botany Bay)
- 1954: Prinz Eisenherz (Prince Valiant)
- 1954: Der silberne Kelch (The Silver Chalice)
- 1954: Das Fenster zum Hof (Rear Window)
- 1954: Die Gladiatoren (Demetrius and the Gladiators)
- 1955: Zwischen zwei Feuern (The Indian Fighter)
- 1955: Die jungfräuliche Königin (The Virgin Queen)
- 1956: Lindbergh – Mein Flug über den Ozean (The Spirit of St. Louis)
- 1956: Entfesselte Jugend (Crime in the Streets)
- 1957: Sayonara (Sayonara)
- 1957: Glut unter der Asche (Peyton Place)
- 1958: U 23 – Tödliche Tiefen (Run Silent, Run Deep)
- 1959: Geschichte einer Nonne (The Nun’s Story)
- 1959: Viele sind berufen (Career)
- 1959: Alle meine Träume (The Best of Everything)
- 1960: Sunrise at Campobello
- 1960: Das Buch Ruth (The Story of Ruth)
- 1960: Cimarron
- 1961: Rückkehr nach Peyton Place (Return to Peyton Place)
- 1962: Meine Geisha
- 1962: Taras Bulba
- 1962: Hemingways Abenteuer eines jungen Mannes (Hemingway’s Adventures of a Young Man)
- 1966: Sie fürchten weder Tod noch Teufel (Lost Command)

### Konzertante Werke
Waxman schrieb auch eine Reihe weniger bekannter und sehr persönlicher konzertanter Werke:
- Carmen-Fantasie (für Violine und Orchester)
- Tristan-und-Isolde-Fantasie (für Violine, Klavier und Orchester)

Diese beiden Fantasien komponierte Waxman ursprünglich für den Film Humoresque von 1946. John Garfield spielt einen jungen, aufstrebenden Violinisten, der diese Stücke „spielt“ (zu der Aufnahme von Isaac Stern). Auf die Anregung von Jascha Heifetz überarbeitete Waxman die Carmen-Fantasie und baute sie zum eigenständigen Konzertstück aus.
- Athaneal the Trumpeter, Ouvertüre (1949)
- Sinfonietta for String Orchestra and Timpani (1955)
- Thema, Variationen und Fugato für Jazzorchester (1956) OCLC 1135907637
- Joshua, Oratorium für Solisten, Erzähler, gemischten Chor und Orchester (1959) OCLC 930545359
- The Song of Terezin, Liederzyklus (1966)

## Auszeichnungen
Franz Waxman erhielt insgesamt 12 Oscar-Nominierungen und gewann den Academy Award zweimal.

### Oscar-Nominierungen
- 1939 für Gauner mit Herz (in zwei Kategorien)
- 1941 für Rebecca
- 1942 für Verdacht und für Arzt und Dämon
- 1946 für Der Held von Burma
- 1947 für Humoreske
- 1955 für Der silberne Kelch
- 1960 für Geschichte einer Nonne
- 1962 für Taras Bulba

### Oscars
Waxman war der erste Komponist, der zwei Oscars in aufeinander folgenden Jahren gewann.
- 1951 für Boulevard der Dämmerung
- 1952 für Ein Platz an der Sonne

### Golden Globe
- 1951 für Boulevard der Dämmerung
- 1962 für Taras Bulba (Nominierung)

### Grammy
1959 für Geschichte einer Nonne (1959) (Nominierung)

## Ehrungen
- Bundesverdienstkreuz für sein Lebenswerk
- Ehrenmitgliedschaft der Mahler-Gesellschaft
- Ehrendoktor des Columbia College

## Sonstiges
- Franz Waxman komponierte die Metro-Goldwyn-Mayer-Fanfare, die jeden der Filme des Studios eröffnete.
- In den USA erschien eine 33¢-Briefmarke mit seinem Porträt.